# Cylindrepomus javanicus
Cylindrepomus javanicus är en skalbaggsart som beskrevs av Stefan von Breuning 1936. Cylindrepomus javanicus ingår i släktet Cylindrepomus och familjen långhorningar. Inga underarter finns listade i Catalogue of Life.